# یهویاقیم
یهویاقیم (عبری: יְהוֹיָקִים‎، Yəhōyāqīm، یونانی Ἰωακείμ‏ Iōākeím) به گفته منابع روایی مسیحی همسر حنه و پدر مریم بود. داستان یهویاقیم اولین بار در انجیل مشکوکی موسوم به انجیل یعقوب از قرن دوم میلادی روایت شده‌است.
به گفته انجیل یعقوب، یهویاقیم مرد ثروتمند و با ایمانی بود که به فقرا کمک می‌کرد اما در معبد قربانی او را رد کردند زیرا او و همسرش فرزندی نداشتند و این را نشانه مخالفت خدا با آنان محسوب کردند. نتیجتاً، یهویاقیم سر به بیابان گذاشت و آنجا ۴۰ روز روزه گرفت و توبه کرد. سپس، فرشته‌ها بر یهویاقیم و همسرش حنه ظاهر شدند و به ایشان وعده فرزندی دادند. یهویاقیم سپس به اورشلیم بازگشت و در دروازه شهر حنه را دید و او را به آغوش کشید. مطابق باوری رایج در آن منطقه، فرزند زن پیری که امیدش به فرزندآوری را از دست داده، اعمال بزرگی انجام خواهد داد. داستان حنه مادر سموئیل در عهد عتیق هم حاوی مضامین یکسانی است.